# Gabriela Zych

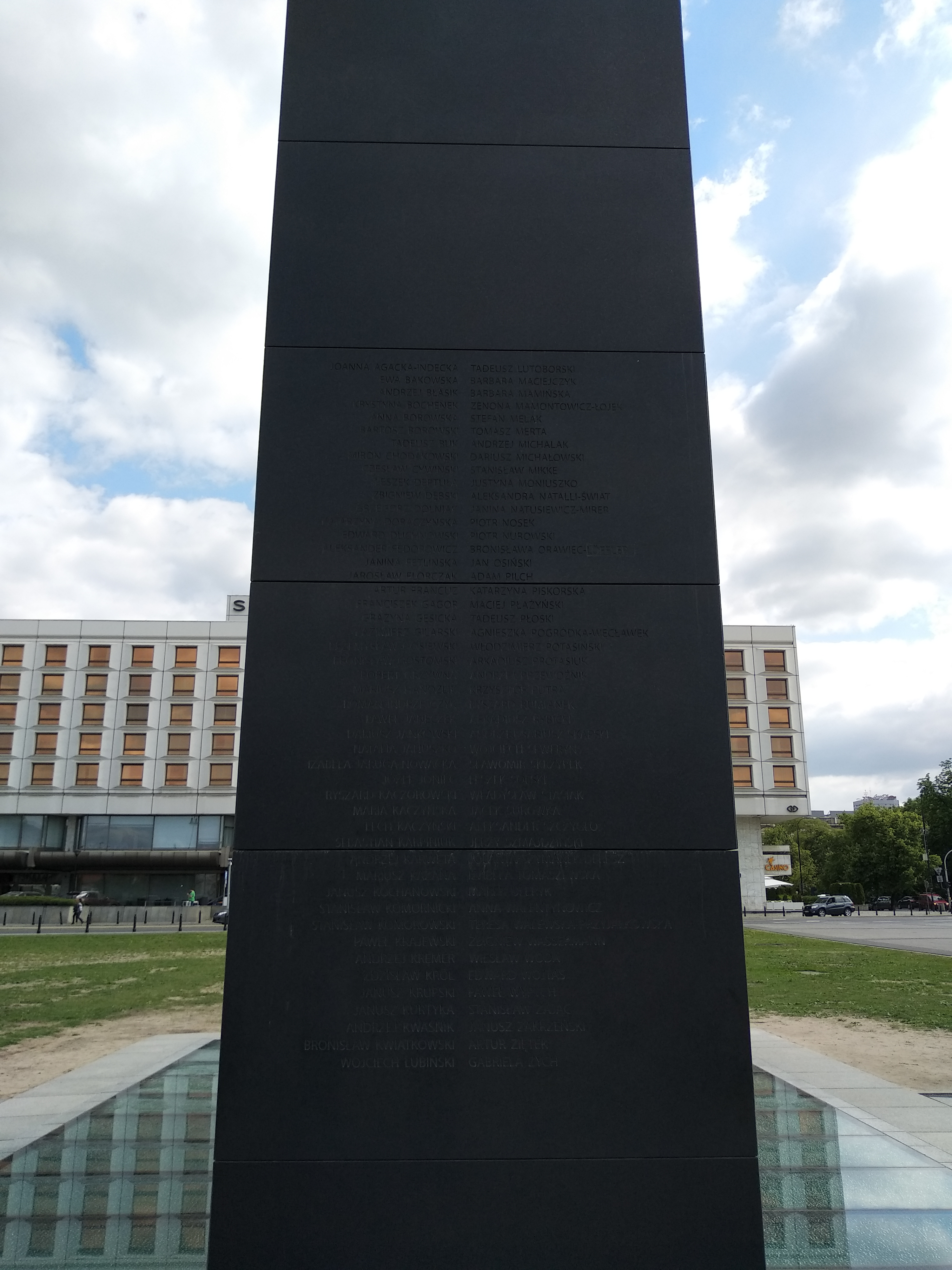
Gabriela Zych upamiętniona na Pomniku Ofiar Tragedii Smoleńskiej 2010 roku w Warszawie

Gabriela Lucyna Zych (ur. 31 maja 1941 w Kaliszu, zm. 10 kwietnia 2010 w Smoleńsku) – polska działaczka społeczna, założycielka (wraz z mężem, Leszkiem Zychem) stowarzyszenia Rodzin Katyńskich w Kaliszu i jego przewodnicząca, inicjatorka budowy pomnika ofiar zbrodni katyńskiej w tym mieście.

## Życiorys
Jej mężem był Leszek Zych (1928-2000, prezes Kaliskiej Rodziny Katyńskiej; w Katyniu w 1940 został zamordowany jego ojciec, kpt Stefan Zych 1897-1940). Po jego śmierci objęła jego funkcję prezesa. 
W Kaliszu prowadziła magiel. W 2005 została odznaczona Złotym Krzyżem Zasługi. 
Zginęła 10 kwietnia 2010 w katastrofie polskiego samolotu Tu-154M w Smoleńsku, w drodze na obchody 70. rocznicy zbrodni katyńskiej, udając się wraz z polską delegacją na obchody 70. rocznicy zbrodni katyńskiej jako jedna z przedstawicieli Federacji Rodzin Katyńskich. 16 kwietnia 2010 roku została pośmiertnie odznaczona Krzyżem Kawalerskim Orderu Odrodzenia Polski. 19 kwietnia 2010 roku pochowano ją z honorami wojskowymi na cmentarzu parafialnym przy kościele pod wezwaniem św. Gotarda przy ul. Częstochowskiej w Kaliszu; wartę honorową przy jej trumnie pełnili żołnierze 33. Bazy Lotnictwa Transportowego w Powidzu.
Miała syna Przemysława, a także córkę Izabelę.
W maju 2010 na miejscu katastrofy, już po zakończeniu akcji porządkowania terenu przez służby rosyjskie, wśród innych przedmiotów należących do ofiar i szczątków samolotu znaleziono m.in. paszport Gabrieli Zych, który następnie został przekazany jej rodzinie. Jej ciało zostało ekshumowane w nocy z 6 na 7 listopada 2017 w związku z prowadzonym w Prokuraturze Krajowej śledztwem w sprawie katastrofy smoleńskiej.